# العالم المفقود (أدب)

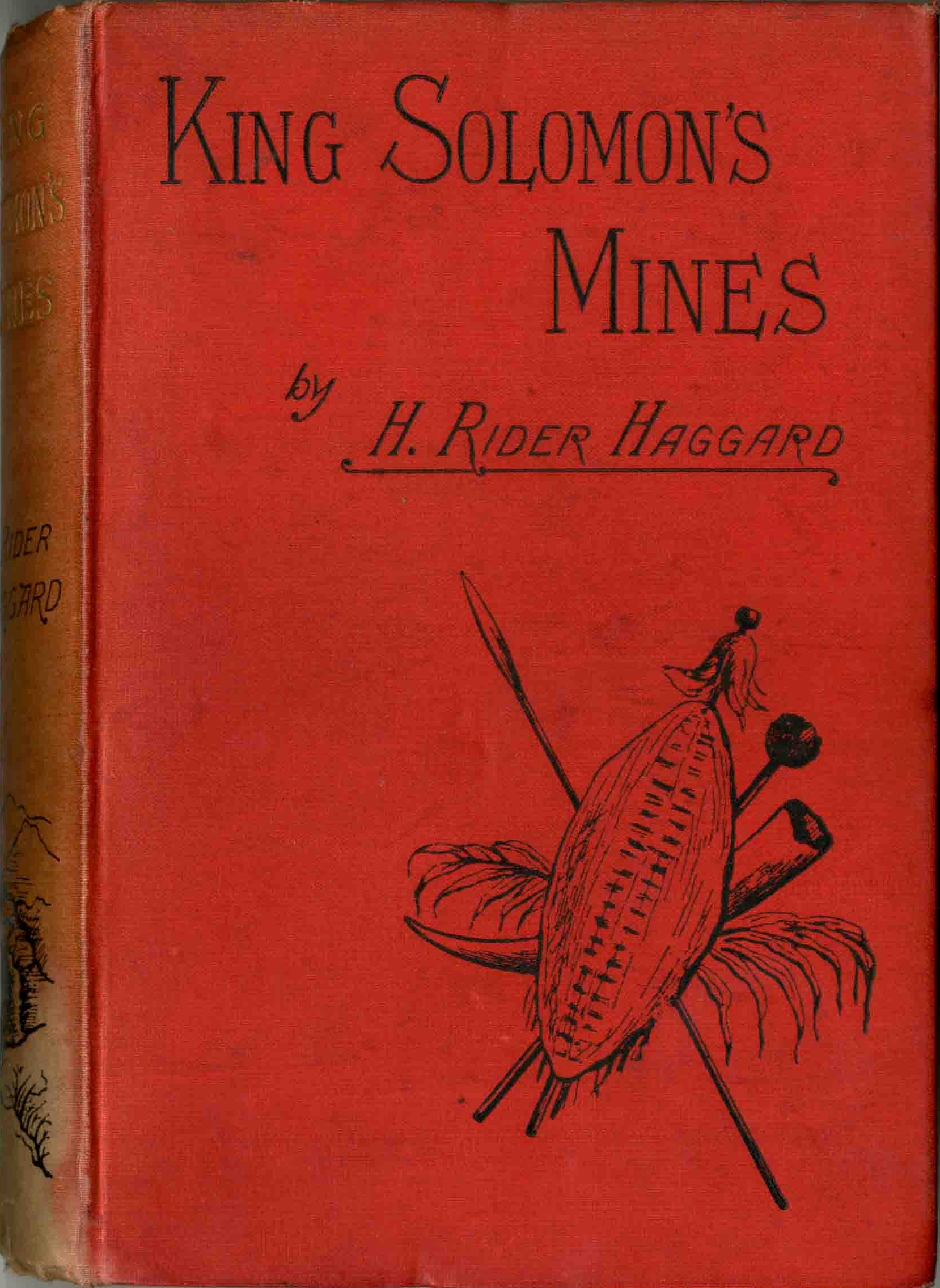
غلاف الطبعة الأولى لرواية "كنوز الملك سليمان" (King Solomon's Mines) بقلم هنري رايدر هاجارد، والتي يعتبرها البعض أول رواية ضمن أدب "العالم المفقود".

العالم المفقود أحد الأنواع الفرعية من الفنتازيا أو الخيال العلمي، التي تتناول اكتشاف حضارة مجهولة على الأرض. بدأ كنوع فرعي من روايات المغامرة الرومانسية في أواخر العصر الفيكتوري،[بحاجة لمصدر] ولا يزال شائعًا حتى القرن الحادي والعشرين.
نشأ هذا النوع الأدبي في الحقبة التي اكتشف فيها علماء الآثار الغربيون الحضارات حول العالم ولم تكن معروفةً لهم من قبل، ودرسوها، من خلال تخصصاتٍ مثل علم المصريات، وعلم الآشوريات، ودراسات أمريكا الوسطى. وهكذا، ألهمت قصصٌ حقيقيةٌ عن اكتشافاتٍ أثريةٍ كتاباتٍ حول هذا الموضوع. بين عام 1871 والحرب العالمية الأولى، ازداد عدد القصص المنشورة عن العالم المفقود، التي تدور أحداثها في جميع القارات، بشكلٍ ملحوظ.
يتشارك هذا النوع الأدبي سمات مشابهة مع "الممالك الأسطورية"، مثل أطلانطس والإل دورادو.